# Rödask
Rödask (Fraxinus pennsylvanica) är en syrenväxtart som beskrevs av Humphry Marshall. Trädet ingår i släktet askar inom familjen syrenväxter.

## Kännetecken
Trädet är lövfällande och tvåbyggare, fortplantningsorgan av olika kön sitter på olika individer. Några rödaskar når en höjd av 21 meter.

## Utbredning
Rödask förekommer glest fördelad i Nordamerika. Utbredningsområdets västra gräns är ungefär en linje från sydöstra Alberta (Kanada) över centrala Colorado (USA) till nordvästra Mexiko. Österut finns arten fram till Atlanten och Mexikanska golfen. Trädet växer i låglandet och i bergstrakter upp till 3000 meter över havet. Det hittas ofta nära vattendrag eller vid träskmarker.
Enligt en undersökning från 2013 utgjorde röask tillsammans med vitask och svartask cirka 14 procent av alla träd som förekommer i USA vad som motsvarar ungefär 9 biljoner träd.
Arten förekommer tillfälligt i Sverige, men reproducerar sig inte.

## Ekologi
Arten bildar ofta trädgrupper eller skogar tillsammans med asklönn, Acer rubrum, pekanträd, Celtis laevigata, Liquidambar styraciflua, amerikansk platan, Ulmus americana, Salix nigra, Populus deltoides eller amerikansk asp. Beroende på utbredning blommar trädet mellan mars och maj. Frön sprids med hjälp av vinden eller genom ytligt vatten.
Rödaskens fasta trä används bland annat som basebollträ.  Flera exemplar planterades i stadsparker eller längs vägar och gator.

## Status
Larver av skalbaggen Agrilus planipennis lever som parasiter på trädet. Insekten introducerades troligen under 1990-talet från nordöstra Asien och tydliga skador på rödask dokumenterades 2002 för första gången. Skalbaggen behöver en kylig årstid för sin utveckling och därför är rödask i södra delen av Nordamerika mindre hotade. IUCN befarar att hela beståndet minskar med 80 procent under de kommande 100 åren (räknad från 2017) och listar rödask som akut hotad (CR).
De kvarvarande friska exemplaren i naturen undersöks noga om de har fått en resistens mot skalbaggens larv. Rödask hittas i 158 botaniska trädgårdar och liknande samlingar utanför Nordamerika.

## Bildgalleri

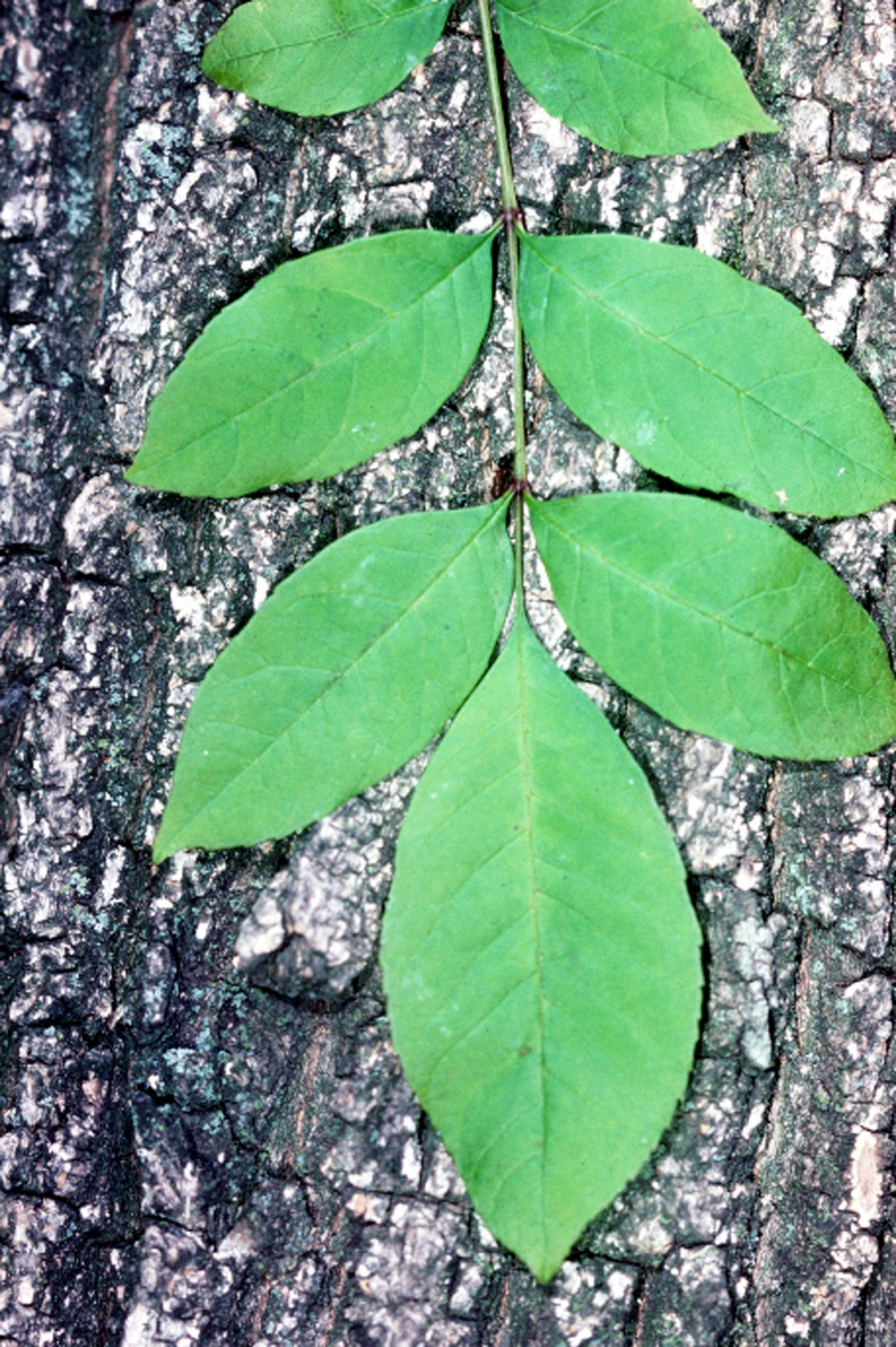
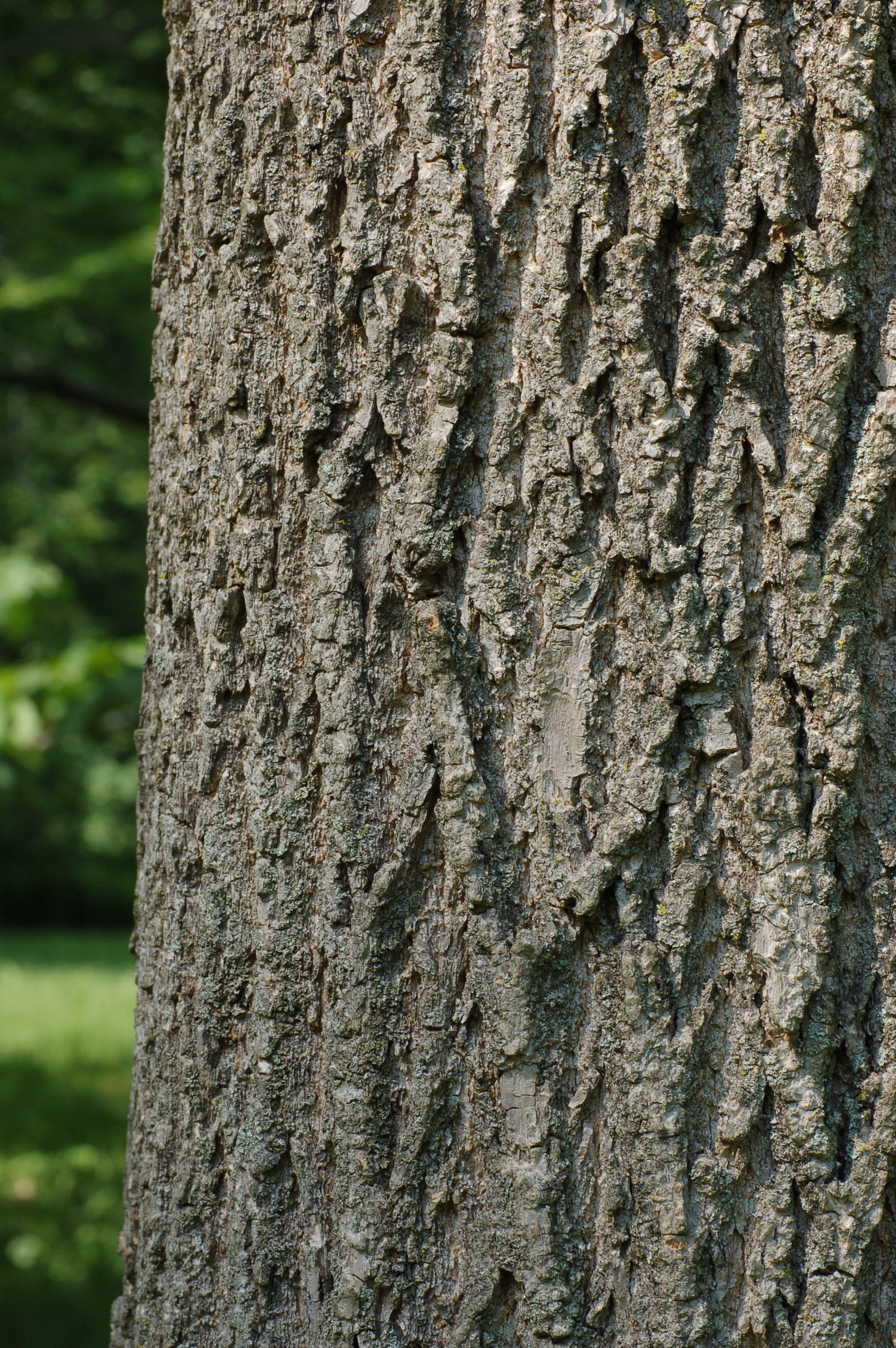
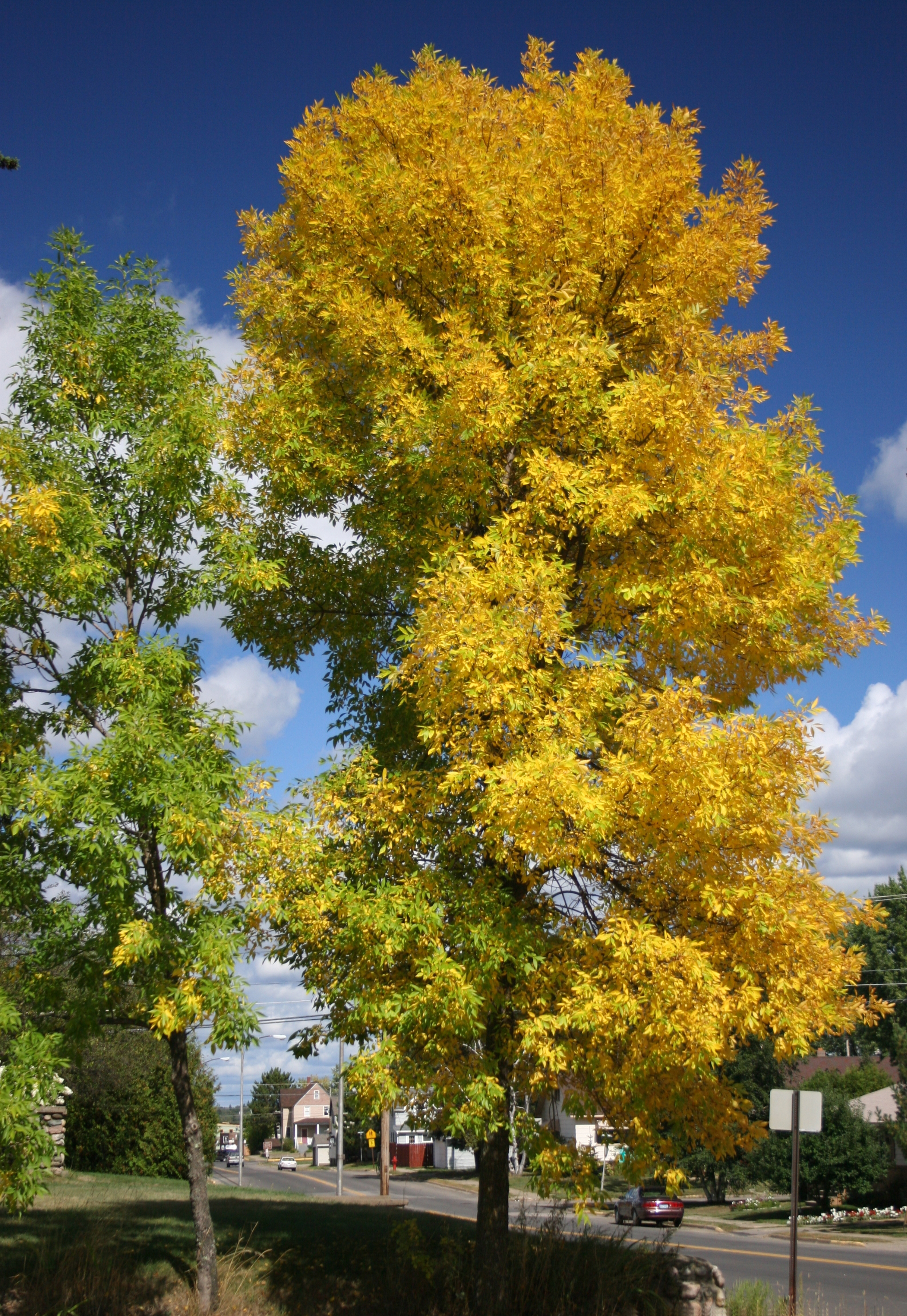
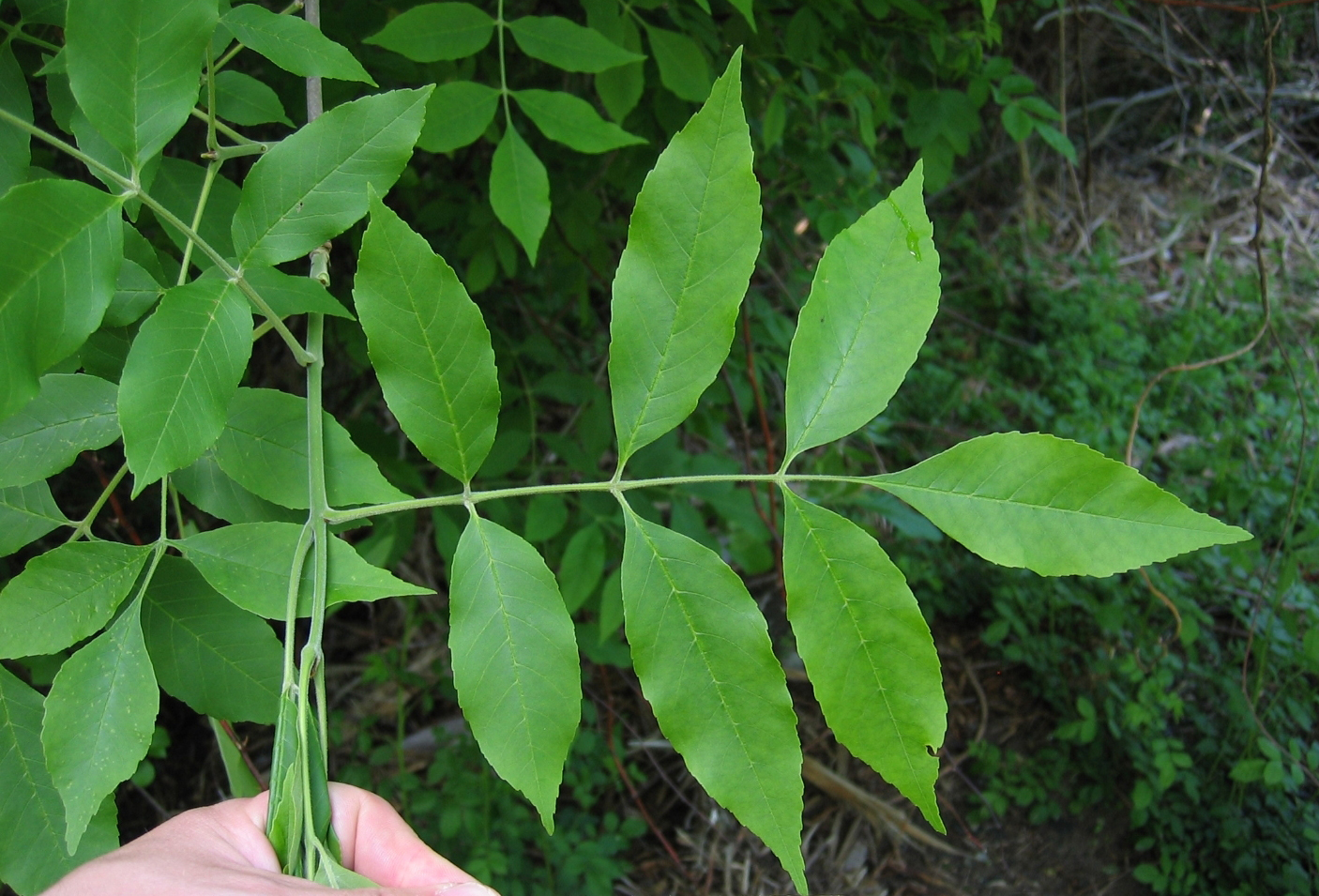
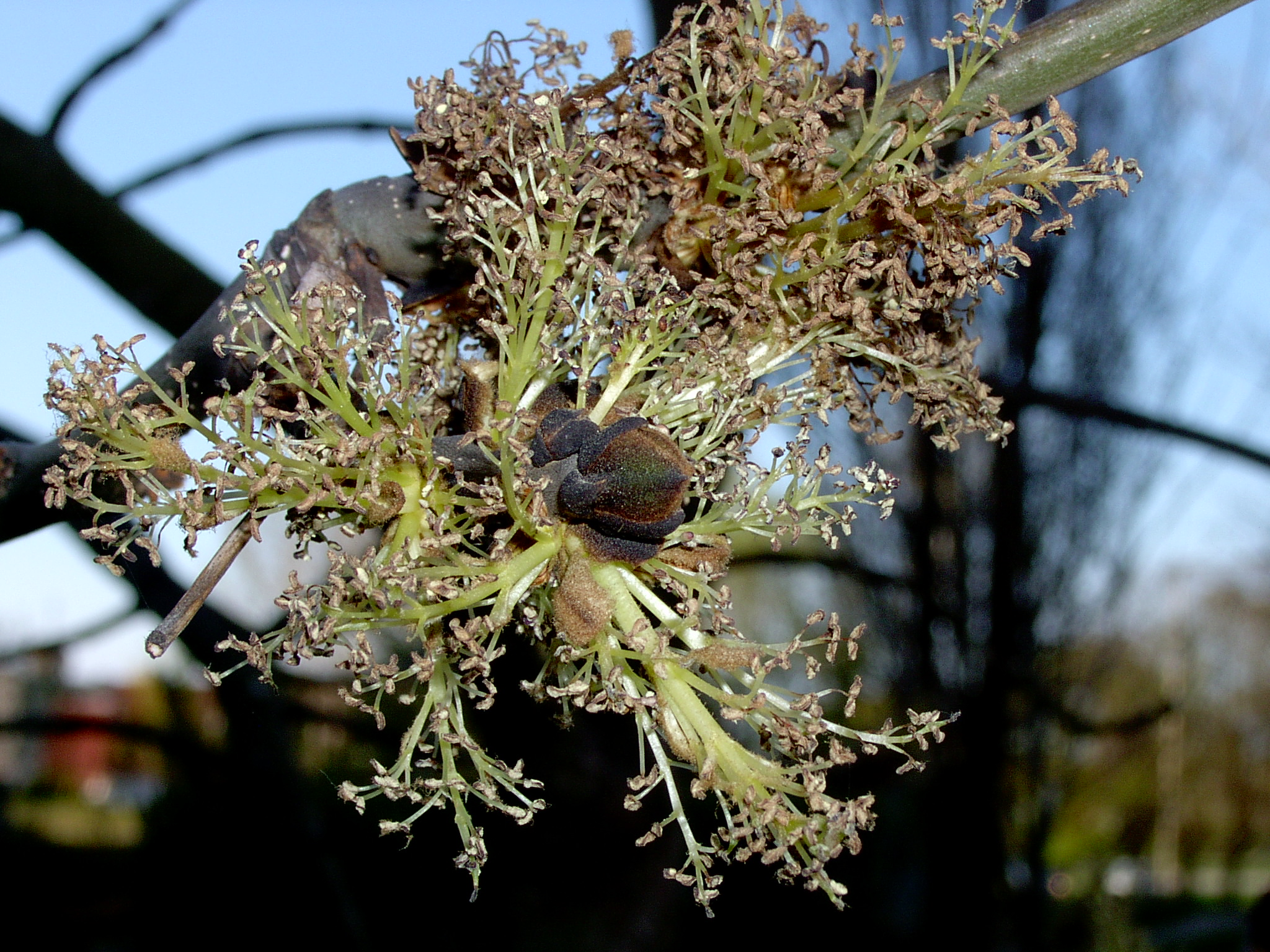
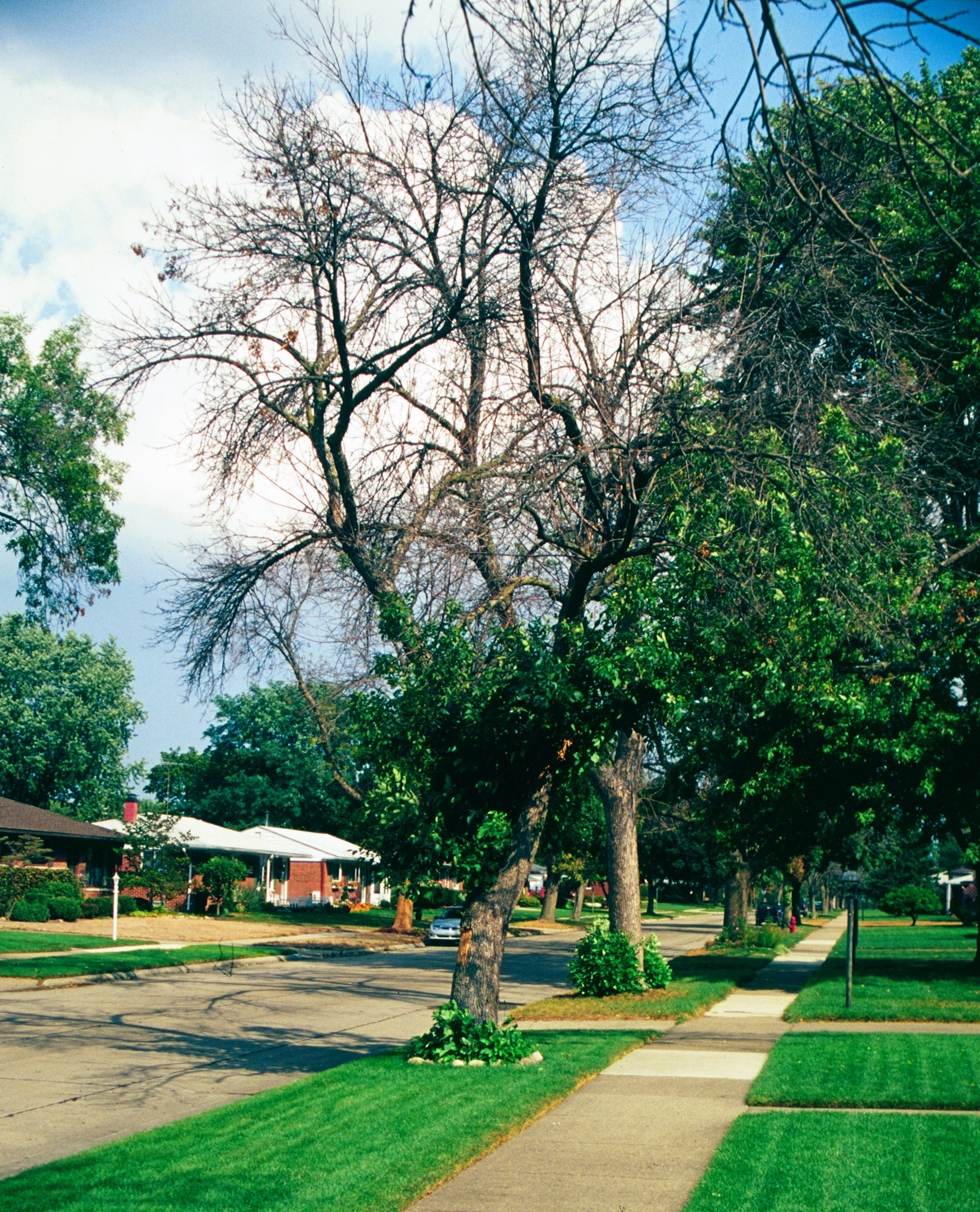